# Fußball-Weltmeisterschaft 2014/Kroatien
Dieser Artikel behandelt die kroatische Fußballnationalmannschaft bei der Fußball-Weltmeisterschaft 2014. Kroatien nahm zum vierten Mal an der Endrunde und zum ersten Mal an einer Endrunde in Südamerika teil. An früheren Weltmeisterschaften in Südamerika nahmen aber kroatische Spieler als Teil der jugoslawischen Fußballnationalmannschaft teil.

## Qualifikation
Die Kroaten spielten in der europäischen Qualifikationsgruppe A. Gegner waren Belgien, Serbien, Schottland, Wales und Mazedonien. Aufgrund der besonderen Beziehungen zwischen Kroatien und Serbien waren bei den Spielen zwischen diesen beiden Mannschaften keine Zuschauer der Gastmannschaft zugelassen. Am 1. Juli 2012 trat Igor Štimac die Nachfolge von Slaven Bilić als Trainer der Nationalmannschaft an. Die kroatische Mannschaft startete unter ihm gut in die Qualifikation und gewann fünf der ersten sechs Spiele und erreichte beim späteren Gruppensieger Belgien ein Remis. Dann verloren sie aber das Heimspiel gegen Schottland und auch das nächste Heimspiel gegen Belgien sowie nochmals gegen Schottland. Da sich aber auch die anderen Mannschaften noch gegenseitig Punkte abnahmen, belegte Kroatien am Ende hinter Belgien den zweiten Platz. Am 16. Oktober 2013 – nach der 0:2-Niederlage gegen Schottland – wurde Štimac vom kroatischen Fußballverband entlassen. Ihm folgte Niko Kovač nach, der von seinem Bruder Robert als Co-Trainer unterstützt wurde. Unter den Kovač-Brüdern konnte sich Kroatien dann in den Playoff-Spielen gegen Island durchsetzen.

### Gruppenphase
| Pl. | Team           | Sp. | S | U | N | Tore    | Diff. | Punkte |
| --- | -------------- | --- | - | - | - | ------- | ----- | ------ |
| 1.  | Belgien        | 10  | 8 | 2 | 0 | 018:400 | +14   | 26     |
| 2.  | Kroatien       | 10  | 5 | 2 | 3 | 012:900 | +3    | 17     |
| 3.  | Serbien        | 10  | 4 | 2 | 4 | 018:110 | +7    | 14     |
| 4.  | Schottland     | 10  | 3 | 2 | 5 | 008:120 | −4    | 11     |
| 5.  | Wales          | 10  | 3 | 1 | 6 | 009:200 | −11   | 10     |
| 6.  | Nordmazedonien | 10  | 2 | 1 | 7 | 007:160 | −9    | 07     |

Spielergebnisse
| Datum      | Ort     | Heimmannschaft | - | Gast       | Ergebnis  | Torschützen für Kroatien       |
| ---------- | ------- | -------------- | - | ---------- | --------- | ------------------------------ |
| 07.09.2012 | Zagreb  | Kroatien       | – | Mazedonien | 1:0 (0:0) | Jelavić (69.)                  |
| 11.09.2012 | Brüssel | Belgien        | – | Kroatien   | 1:1 (1:1) | Perišić (6.)                   |
| 12.10.2012 | Skopje  | Mazedonien     | – | Kroatien   | 1:2 (1:1) | Ćorluka (33.), Rakitić (60.)   |
| 16.10.2012 | Osijek  | Kroatien       | – | Wales      | 2:0 (1:0) | Mandžukić (27.), Eduardo (57.) |
| 22.03.2013 | Zagreb  | Kroatien       | – | Serbien    | 2:0 (2:0) | Mandžukić (23.), Olić (37.)    |
| 26.03.2013 | Swansea | Wales          | – | Kroatien   | 1:2 (1:0) | Lovren (77.), Eduardo (87.)    |
| 07.06.2013 | Zagreb  | Kroatien       | – | Schottland | 0:1 (0:1) |                                |
| 06.09.2013 | Belgrad | Serbien        | – | Kroatien   | 1:1 (0:0) | Mandžukić (53.)                |
| 11.10.2013 | Zagreb  | Kroatien       | – | Belgien    | 1:2 (0:2) | Kranjčar (84.)                 |
| 15.10.2013 | Glasgow | Schottland     | – | Kroatien   | 2:0 (1:0) |                                |

### Playoff-Spiele
Spielergebnisse
| Datum      | Ort       | Heimmannschaft | - | Gast     | Ergebnis  | Torschützen für Kroatien    |
| ---------- | --------- | -------------- | - | -------- | --------- | --------------------------- |
| 15.11.2013 | Reykjavík | Island         | – | Kroatien | 0:0       |                             |
| 19.11.2013 | Zagreb    | Kroatien       | – | Island   | 2:0 (1:0) | Mandžukić (27.), Srna (47.) |

Insgesamt wurden in den 12 Spielen 27 Spieler eingesetzt. Nur Torhüter Stipe Pletikosa und Mario Mandžukić kamen in allen Spielen zum Einsatz. Bester Torschütze war Mandžukić mit vier Toren. Neun weitere Spieler steuerten den Rest bei. Am 22. März 2013 machten beim Spiel gegen Serbien Pletikosa, Darijo Srna und Josip Šimunić ihr 101. Länderspiel und überboten damit den Rekord von Dario Šimić. In den weiteren Spielen wurden nicht mehr alle gleichzeitig eingesetzt, so dass Srna es bis zur WM auf 110 Spiele brachte und alleiniger Rekordhalter wurde. Mit Mateo Kovačić und Sammir hatten in den Qualifikationsspielen auch zwei Spieler ihren ersten Einsatz in der A-Nationalmannschaft. Im letzten Spiel gegen Island erhielt Mandžukić die Rote Karte, womit er für das WM-Eröffnungsspiel gesperrt war. Aufgrund seines Verhaltens im Anschluss an das letzte Spiel gegen Island wurde zudem Josip Šimunić am 16. Dezember 2013 von der FIFA für zehn offizielle Spiele gesperrt, mit einem Stadionverbot für diese Spiele sowie mit einer Geldstrafe belegt und war damit bei der WM-Endrunde nicht einsetzbar. Die Sperre wurde auch vom Internationalen Sportgerichtshof (CAS) bestätigt.

## Vorbereitung
Testspiele:
- 05. März in St. Gallen gegen die Schweiz: 2:2 (Torschütze für Kroatien: Olić/39. u. 54.)
- 31. Mai in Osijek erstmals gegen Mali: 2:1 (Torschütze für Kroatien: Perišić/15. u. 64.)
- 06. Juni in Salvador (Brasilien) gegen Australien:[6] 1:0 (Torschütze für Jelavić/58.)

## Endrunde

### Kader
Nachfolgend ist der Kader zur Fußball-WM 2014 aufgeführt. Vier Spieler nahmen schon an der WM 2006 in Deutschland teil, Rekordtorhüter Stipe Pletikosa und Ivica Olić sogar schon 2002. Sie konnten den Rekord von Dario Šimić einstellen, der als erster Kroate an drei WM-Turnieren teilnahm.
| Nr. | Spieler                | Verein                | Länderspiel- einsätze * | Länderspiel- tore * | Geburtsdatum  | WM-Einsätze | Gelbe Karten | Gelb-Rote Karten | Rote Karten | WM-Teilnahmen | WM-Spiele (vor 2014) | WM-Tore (vor 2014) |   |
| --- | ---------------------- | --------------------- | ----------------------- | ------------------- | ------------- | ----------- | ------------ | ---------------- | ----------- | ------------- | -------------------- | ------------------ | - |
| Torhüter |                        |                       |                         |                     |               |             |              |                  |             |               |                      |                    |   |
| 01 | Stipe Pletikosa        | FK RostowP            | 111                     | 0                   | 8. Jan. 1979  | 3           | 0            | 0                | 0           | 0             | 2002, 2006           | 6                  | 0 |
| 23 | Danijel Subašić        | AS Monaco             | 06                      | 0                   | 27. Okt. 1984 | 0           | 0            | 0                | 0           | 0             |                      |                    |   |
| 12 | Oliver Zelenika        | NK Lokomotiva Zagreb  | 0                       | 0                   | 14. Mai 1993  | 0           | 0            | 0                | 0           | 0             |                      |                    |   |
| Abwehr |                        |                       |                         |                     |               |             |              |                  |             |               |                      |                    |   |
| 05 | Vedran Ćorluka         | Lokomotive Moskau     | 072                     | 04                  | 5. Feb. 1986  | 3           | 0            | 1                | 0           | 0             |                      |                    |   |
| 06 | Dejan Lovren           | FC Southampton        | 025                     | 02                  | 5. Juli 1989  | 3           | 0            | 1                | 0           | 0             |                      |                    |   |
| 03 | Danijel Pranjić        | Panathinaikos AthenP  | 050                     | 0                   | 2. Dez. 1981  | 2           | 0            | 0                | 0           | 0             |                      |                    |   |
| 13 | Gordon Schildenfeld    | Panathinaikos AthenP  | 021                     | 0                   | 18. März 1985 | 0           | 0            | 0                | 0           | 0             |                      |                    |   |
| 11 | Darijo Srna            | Schachtar DonezkM     | 113                     | 21                  | 1. Mai 1982   | 3           | 0            | 0                | 0           | 0             | 2006                 | 3                  | 1 |
| 21 | Domagoj Vida           | Dynamo Kiew           | 023                     | 01                  | 29. Apr. 1989 | 0           | 0            | 0                | 0           | 0             |                      |                    |   |
| 02 | Šime Vrsaljko          | CFC Genua             | 08                      | 0                   | 10. Jan. 1992 | 2           | 0            | 0                | 0           | 0             |                      |                    |   |
| Mittelfeld |                        |                       |                         |                     |               |             |              |                  |             |               |                      |                    |   |
| 14 | Marcelo Brozović       | Dinamo ZagrebM        | 01                      | 0                   | 16. Nov. 1992 | 1           | 0            | 0                | 0           | 0             |                      |                    |   |
| 20 | Mateo Kovačić          | Inter Mailand         | 010                     | 0                   | 6. Mai 1994   | 3           | 0            | 0                | 0           | 0             |                      |                    |   |
| 15 | Milan Badelj           | Hamburger SV          | 09                      | 01                  | 25. Feb. 1989 | 0           | 0            | 0                | 0           | 0             |                      |                    |   |
| 10 | Luka Modrić            | Real MadridC, P       | 075                     | 08                  | 9. Sep. 1985  | 3           | 0            | 0                | 0           | 0             | 2006                 | 2                  | 0 |
| 04 | Ivan Perišić           | VfL Wolfsburg         | 029                     | 03                  | 2. Feb. 1989  | 3           | 2            | 0                | 0           | 0             |                      |                    |   |
| 07 | Ivan Rakitić           | FC SevillaE           | 062                     | 09                  | 10. März 1988 | 3           | 0            | 1                | 0           | 0             |                      |                    |   |
| 19 | Sammir                 | FC Getafe             | 06                      | 0                   | 23. Apr. 1987 | 1           | 0            | 0                | 0           | 0             |                      |                    |   |
| 08 | Ognjen Vukojević       | Dynamo Kiew           | 055                     | 04                  | 20. Dez. 1983 | 0           | 0            | 0                | 0           | 0             |                      |                    |   |
| Angriff |                        |                       |                         |                     |               |             |              |                  |             |               |                      |                    |   |
| 22 | Eduardo Alves da Silva | Schachtar DonezkM     | 063                     | 29                  | 25. März 1983 | 1           | 0            | 0                | 0           | 0             |                      |                    |   |
| 09 | Nikica Jelavić         | Hull City             | 033                     | 06                  | 27. Aug. 1985 | 2           | 0            | 0                | 0           | 0             |                      |                    |   |
| 17 | Mario Mandžukić        | FC Bayern MünchenM, P | 050                     | 13                  | 21. Mai 1986  | 2           | 2            | 0                | 0           | 0             |                      |                    |   |
| 18 | Ivica Olić             | VfL Wolfsburg         | 092                     | 18                  | 14. Sep. 1979 | 3           | 1            | 0                | 0           | 0             | 2002, 2006           | 5                  | 1 |
| 16 | Ante Rebić             | AC Florenz            | 05                      | 01                  | 21. Sep. 1993 | 3           | 0            | 0                | 0           | 1             |                      |                    |   |
| Trainerstab |                        |                       |                         |                     |               |             |              |                  |             |               |                      |                    |   |
| | Niko Kovač             | Trainer               | 083                     | 14                  | 15. Okt. 1971 |             |              |                  |             |               | 2002, 2006           | 6                  | 1 |
| | Robert Kovač           | Trainerassistent      | 084                     | 0                   | 6. Apr. 1974  |             |              |                  |             |               | 2002, 2006           | 5                  | 0 |
| (*) angegeben sind nur die Spiele und Tore, die vor Beginn der Weltmeisterschaft absolviert bzw. erzielt wurden. (Quelle, Stand: 16. Mai 2014, aktualisiert nach den Spielen gegen Mali am 31. Mai und Australien am 7. Juni 2014) |                        |                       |                         |                     |               |             |              |                  |             |               |                      |                    |   |
| 1. 2. |                        |                       |                         |                     |               |             |              |                  |             |               |                      |                    |   |

### Gruppenphase
Bei der am 6. Dezember 2013 vorgenommenen Auslosung der Endrunde wurde Kroatien der Gruppe A mit Gastgeber und Gruppenkopf Brasilien, sowie Kamerun und Mexiko zugelost, wobei Kroatien das Eröffnungsspiel gegen Brasilien bestritt. Für Kroatien war es das erste Eröffnungsspiel bei einer WM, 1974 standen aber auch kroatische Spieler in der jugoslawischen Mannschaft, die das Eröffnungsspiel gegen Weltmeister Brasilien bestritt.
Gegen Brasilien spielte Kroatien zuletzt in der WM-Vorrunde 2006 und verlor mit 0:1. Die anderen beiden Spiele vor der WM endeten remis. Auch das Vorrundenspiel 2002 gegen Mexiko wurde verloren. Zudem gab es vor der WM noch zwei Siege in Freundschaftsspielen. Gegen Kamerun hatte Kroatien vor der WM noch nie gespielt.
Mannschaftsquartier war das Tivolo Ecoresort Praia do Forte in Mata de São João.
| Rang | Land      | Tore | Punkte |
| ---- | --------- | ---- | ------ |
| 1    | Brasilien | 7:2  | 7      |
| 2    | Mexiko    | 4:1  | 7      |
| 3    | Kroatien  | 6:6  | 3      |
| 4    | Kamerun   | 1:9  | 0      |

- Do., 12. Juni 2014, 17:00 Uhr (22:00 Uhr MESZ) in São Paulo
 Brasilien –  Kroatien 3:1 (1:1)
- Mi., 18. Juni 2014, 18:00 Uhr (24:00 Uhr MESZ) in Manaus
 Kamerun –  Kroatien 0:4 (0:1)
- Mo., 23. Juni 2014, 17:00 Uhr (22:00 Uhr MESZ) in Recife
 Kroatien –  Mexiko 1:3 (0:0)

Kroatien hatte vor der WM noch nie in Südamerika gespielt.

## Sportliche Auswirkungen
- In der FIFA-Weltrangliste konnte sich Kroatien trotz des Ausscheidens in der Vorrunde um einen Platz auf Platz 17 verbessern.
- Ante Rebić wurde aufgrund seines Platzverweises im letzten Gruppenspiel für ein Spiel gesperrt. Da Kroatien ausschied, musste die Spielsperre beim nächsten offiziellen Länderspiel, einem Spiel in der Qualifikation für die EM 2016 verbüßt werden müssen.[8]

## Rücktritte
- Torwart Pletikosa beendete nach der WM seine internationale Karriere.[9]